# 魴頂瀑布
魴頂瀑布位於台灣基隆市，昔日與雞山驟雨、獅嶺匝雲、鱟魚凝煙、仙洞聽濤、社寮曉日、海門澄清、杙峰聳翠合稱為「基隆八景」。
魴頂瀑布為南榮河發源處，南榮河舊名石硬港，發源處在今日基隆南榮路蓬萊第一洞隧道附近，原有兩道瀑布，稱為雌雄二瀑，也稱雙龍瀑布。
其位於瀧川的上游段，早期稱魴窟瀑布，清朝光緒10年中法戰爭時，此處為兩軍奮力爭搶的要地，當時法軍稱這個瀑布為Nai─nin Ka，後來日治時期時稱它為瀧川瀑布。
所謂魴頂即今日基隆市南榮公墓所在小山。基隆市政府民政局宗教禮俗課課長許炯堃認為，今日八堵隧道前的小瀑布即為過去瀧之本瀑布的所在地，也就是後來基隆八景之一的魴頂瀑布，但此一瀑布爲了行車安全的理由已設置防水牆圍住。文史工作者李隆進則認為，魴頂瀑布原址應該在今日南榮公墓入口的小廟旁邊，但目前水源已因土地開發的緣故枯竭。
不論根據何說，魴頂瀑布，都已不復舊日情景。